# Johnius carutta
Johnius carutta är en fiskart som beskrevs av Bloch, 1793. Johnius carutta ingår i släktet Johnius och familjen havsgösfiskar. Inga underarter finns listade i Catalogue of Life.